# 돌턴 트럼보
제임스 돌턴 트럼보(영어: James Dalton Trumbo, 1905년 12월 9일 ~ 1976년 9월 10일)는 미국의 작가이다. 미국에서 1940년대에 일어난 적색공포에 반대하는 이른바 할리우드 텐 중 한 명이다.

## 약력
콜로라도주 몬트로즈에서 태어났다. 서던 캘리포니아 대학교를 나온 후 잡지 기자 · 편집자를 거쳐 작가의 길에 올랐다. 영화계는 1937년 《Devil's Playground》 작가로 데뷔한 후 1940년 《키티 포일》로 아카데미 각색상 후보에 올랐다.

## 주요 영화 작품
- 로마의 휴일 (1953)
- 브레이브원 (영화) (1957)
- 스파르타쿠스 (1960)
- 영광의 탈출 (1960)

## 그의 소재로 만든 작품
- 트럼보 (2015년 영화) : 브루스 쿡의 전기를 원작으로 한 2015년 전기 영화